# Moses Mawere
Moses Mawere (* 14. März 1980) ist ein sambischer Politiker der Patriotic Front (PF).

## Leben
Mawere, der ein Diplom in Forstwirtschaft erwarb, war als Forstwirt tätig. Darüber hinaus absolvierte er ein Studium im Fach Entwicklungspolitik, das er mit einem Bachelor of Arts (B.A. Development Studies) abschloss. Er wurde bei der Wahl am 11. August 2016 als Kandidat der Patriotic Front (PF) erstmals zum Mitglied der Nationalversammlung Sambias gewählt und vertritt seither den Wahlkreis Chipata Central. Bereits kurz nach seiner Wahl wurde er im September 2016 von Präsident Edgar Lungu als Nachfolger von Vincent Mwale zum Minister für Jugend, Sport und kindliche Entwicklung in dessen Kabinett berufen.